# 斋浦尔文学节
斋浦尔文学节（Jaipur Literature Festival，缩写：JLF）是一个每年一月在印度齋浦爾举办的文学节，由娜米塔·戈卡莱和威廉·达尔林普尔等作家建立于2006年。第一届只有约100人参加。但在达尔林普尔等人的努力下迅速扩大，2008年被《星期日邮报》评为“世界上最棒的文学节”。